# Montgilbert
Montgilbert és un municipi francès situat al departament de la Savoia i a la regió d'Alvèrnia-Roine-Alps. L'any 2007 tenia 114 habitants.

## Demografia

### Població
El 2007 la població de fet de Montgilbert era de 114 persones. Hi havia 48 famílies de les quals 16 eren unipersonals (4 homes vivint sols i 12 dones vivint soles), 16 parelles sense fills i 16 parelles amb fills.
La població ha evolucionat segons el següent gràfic:
Habitants censats

### Habitatges
El 2007 hi havia 103 habitatges, 47 eren l'habitatge principal de la família, 52 eren segones residències i 4 estaven desocupats. 97 eren cases i 4 eren apartaments. Dels 47 habitatges principals, 39 estaven ocupats pels seus propietaris, 7 estaven llogats i ocupats pels llogaters i 1 estava cedit a títol gratuït; 1 tenia una cambra, 5 en tenien dues, 13 en tenien tres, 11 en tenien quatre i 17 en tenien cinc o més. 34 habitatges disposaven pel capbaix d'una plaça de pàrquing. A 15 habitatges hi havia un automòbil i a 22 n'hi havia dos o més.

### Piràmide de població
La piràmide de població per edats i sexe el 2009 era:
| Homes | Edats   | Dones |
| ----- | ------- | ----- |
| 0     | 95 o +  | 0     |
| 0     | 90 a 94 | 0     |
| 0     | 85 a 89 | 2     |
| 2     | 80 a 84 | 1     |
| 1     | 75 a 79 | 1     |
| 1     | 70 a 74 | 3     |
| 2     | 65 a 69 | 1     |
| 1     | 60 a 64 | 5     |
| 4     | 55 a 59 | 2     |
| 3     | 50 a 54 | 2     |
| 2     | 45 a 49 | 3     |
| 5     | 40 a 44 | 2     |
| 2     | 35 a 39 | 0     |
| 3     | 30 a 34 | 2     |
| 2     | 25 a 29 | 3     |
| 2     | 20 a 24 | 2     |
| 4     | 15 a 19 | 1     |
| 3     | 10 a 14 | 0     |
| 1     | 5 a 9   | 2     |
| 3     | 0 a 4   | 1     |

## Economia
El 2007 la població en edat de treballar era de 71 persones, 58 eren actives i 13 eren inactives. De les 58 persones actives 53 estaven ocupades (32 homes i 21 dones) i 5 estaven aturades (5 dones i 5 dones). De les 13 persones inactives 5 estaven jubilades, 5 estaven estudiant i 3 estaven classificades com a «altres inactius».
Activitats econòmiques
Dels 4 establiments que hi havia el 2007, 2 eren d'empreses de comerç i reparació d'automòbils, 1 d'una empresa de serveis i 1 d'una empresa classificada com a «altres activitats de serveis».
L'any 2000 a Montgilbert hi havia 3 explotacions agrícoles.

## Poblacions més properes
El següent diagrama mostra les poblacions més properes.